# Csángók

Csángó zászló

Csángó címer

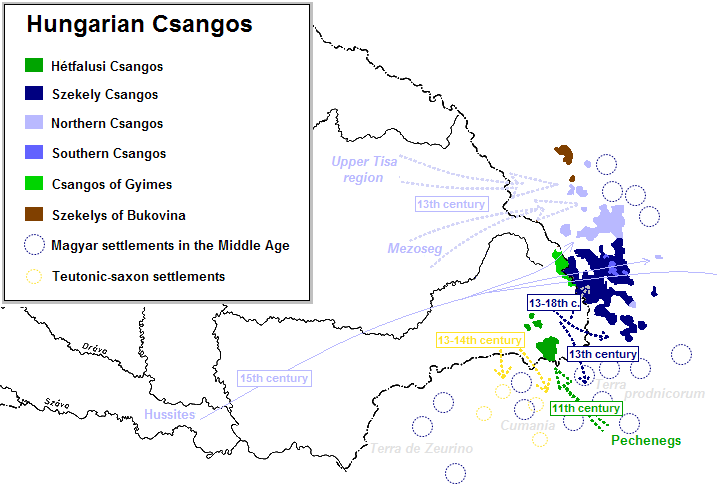
Csángó migráció

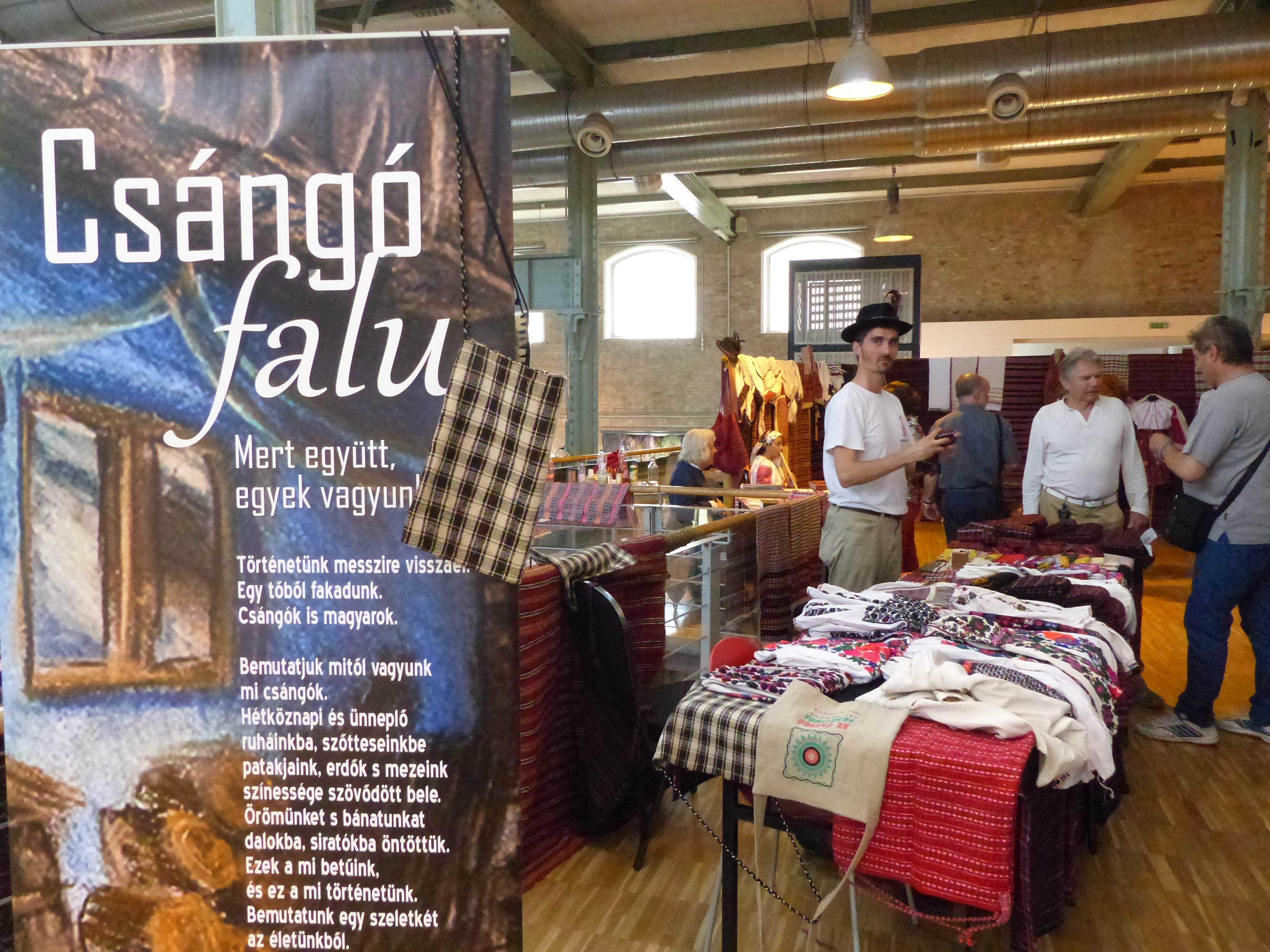
Csángók a III. Székely Fesztiválon

A csángók több, Romániában élő magyar nyelvű kisebbségi népcsoport összefoglaló neve. Három fő csoportjuk van: a moldvai csángók, a gyimesi csángók és a barcasági csángók.
„Vajha Moldvának is kies parlagjai,
A’ Meddig terjednek a’ Pontus habjai,
Magyar Koronánknak árnyékába menne,
S a’ Tsángó Magyar is Polgártársunk lenne!!!”
– (Csokonai Vitéz Mihály: Marosvásárhelyi Gondolatok, 1798)
A romániai népszámlálásokkor külön etnikai csoportként jelölték meg a csángó magyarokat.

## A név eredete
A csángó szónak Moldvában a következő változatai ismertek: csángú, sángó, sángú, sangó, csangó és csangú.
A szó eredetéről szóló elméletek két nagy csoportba oszthatók:
1. melléknévi eredetű, és tulajdonságot jelöl
2. eredetileg is népnevet jelentett

### A melléknévből alakult népnév elmélete
- A székely nyelvjárásokból származik:
  - a csángál (1. rosszul, fülsértően harangoz, 2. hamisan énekel 3. csacsog, fecseg 4. elkóborol, elcsámborog) szóból, azaz a csángó az, aki „hamisan”, „fülsértően” beszél (lásd: sziszegő beszéd). A székelyek és maguk a csángók a csángó szót az elcsángál, azaz „elkószál, elcsavarog” értelemmel magyarázzák, hiszen a székely nyelvjárásokban az elcsángál és a csángál szó „kószál, elkóborol” jelentése is használatos.
  - a csángat (csenget) szóból, azaz a csángók azok, akik a csengőt, kolompot viselő teheneik után elkóboroltak (például ezt tartja a pusztinaiak népi etimologizálása is).
- A mezőségi vagy a tiszai nyelvjárásokból ered:
  - Kallós Zoltán közlése szerint a Mezőségen a fiatal kóborló legényt „cángó”-nak hívják, az Új Magyar Tájszótár szerint pedig Nyíregyháza környékén a csángó szót „csavargó” jelentésben használják.
- A „csángat” (=„kiabál”) szóból ered.
  - A barcasági Apácán így magyarázzák a csángó szó eredetét: „Hát, csángók, mert itt vót a határ. S akkor vót a vár, s akkor mikor veszély vót, akkor harangoztak, meggyújtották a szalmát, hogy »vigyázzatok, mert veszély van«, s akkor. Ezért mondják, csángók, mert mikor jött az ellenség, akkor zergettek, kiabáltak, s akkor azt mondják, hogy »csángáltak«. Akkor innen eredett a csángó szó. … A szomszéd falusiak mondják az apácaiakra.”[1] Ez a kifejezés is utal a csángóknak a székelyekéhez hasonló határőrizeti szerepére.

### A kangar népnévből való (besenyő, kun) elmélet
A 19. század végéig általánosan elfogadott nézet volt, hogy a csángók kun eredetűek (a kun hosszú ideig gyűjtőfogalom volt a keleti népekre), majd miután tisztázódni kezd a terminológiai különbség a kunok, besenyők, kangarok között, kikristályosodik az az elmélet, miszerint a csángó szó eredetileg is népnevet jelölt, méghozzá a nyolc besenyő törzs három kangar (csangar) népét.
- Gegő Elek 1838-ban elfogadja a csángók kun eredetét, ő veti fel a kangar eredet lehetőségét: „Azonban hogyan ragadott a kunokra a csángó nevezet (mert a többi moldvai magyarokat így nem hívják), minden nyomozásom után is rá nem jöhettem. Constantin császár a paczinatákat, kik akkor Moldvát lakták s némellyektől kun nemzetségnek tartanak, changaroknak nevezte. Mongol nyelven chango=erős. A sinaiak Tibetet Changnak mondják”[2]

A kun (kangar) elmélete alátámasztására a következőket hozza fel:
„a) Moldvának még ma is azon vidékeit, mellyeken a’ kun maradványok chángó-magyar név alatt léteznek, az oláhok Comanianak nevezik.
b) Kun’, s a’ többi magyaroktól különzött osztályra mutatnak a régi bojár levelekben előforduló vezetéknevek is: Armoncus, Hideg, Szarka, Róka, Sánta, Körmös, Csalán, Sipos, Kancsal, Kádár, Güze, Agaras’ s effélék; midőn ellenben a’ későbbi székely magyar telepek vezetéknevei többnyire keresztnevekből vétettek; például: István-József, Gergely-János stb.
c)Kun eredetre mutatnak a’ Bákó mellett ma is látható kun halmak, mellyekről szóbeli hagyomány után a’ chángók beszélik: hogy ott elődeik az isteneknek lovakat áldoztak fel.
d) Mindenek felett törzsökös kun származást igazol az, hogy a’ chángó magyar helységek közül némelyek (u. m. Bákó, Klézse) még ma is örökös joggal birják ingatlan javaikat, a többi magyar és moldován alattvalók – kivévén egykét falut, mellyeket hihetőleg hajdan kunok laktak, de idővel megoláhosodtak – sehol sem” (uo.)
- Gegő előtt a XVIII. század elejének jezsuita írói foglalkoznak a moldvai magyarokkal, Bonbardi Mihály (1718), Timon Sámuel (1734), Szegedi János (1744) mind evidenciának tekintik a huszita kivándorlás előtti, a magyar nyelvet „nevetségesen és bárdolatlanul” beszélő moldvai magyarok kun származását, Pray György már a „kunokat” besenyőkre, úzokra és kunokra bontja, elsőként a besenyőket említi: „Ezek után csak az marad hátra, hogy ezeket az oláhországi és moldvai magyar töredékeket legnagyobbrészt bessenyőktől, uzoktól és kunoktól – akiknek egy testté egyesülését fentebb mondottam el – eredetieknek mondjuk.”[3]
- Jerney János szerint „a’ besenyő-kún népség, habár dialectusi különbséggel, de mégis azonegy nyelvet beszélt a’ magyarral,’ s ennélfogva a’ régi Cumániában, vagyis Moldva és Besszarábiában fönmaradt, némileg most is fönlevő számos magyarok, oda nem értve a’kimutatható székely és magyar beköltözőket, a’ besenyők és kunok’ tagadhatatlan maradékai.”[4]
- 1880-ban Kuun Géza gr. kiadta az egyetlen kun nyelvemléket, a Codex Cumanicust, amely szerint a kun nem rokona a magyarnak, így a kutatók idővel elállnak a „kun elmélet” támogatásától.[5]
- 1886-ban Nagy Géza az általa hamisítványnak tartott Csíki székely krónika kapcsán – mely arról ír, hogy 1049-ben a bessus-ok (besenyők) Csángur Pál vezetésével beütnek a Székelyföldre – kifejti: „A Csangaur nevet kétségkívül a csángó és a Konstantin által említett Kangar névből készítették a krónikagyártók. A besenyők kangar nevű törzsei ugyanis épp azon a tájon laktak, hol a moldvai csángók. Hogy a két név különben egy, s a csángók a besenyő-kangaroknak székelyekkel összevegyült s elmagyarosodott ivadékai, valószínűnek tartom.”[6]
- Duma-István András 2010 novemberében készült hangfelvételéből kiderül,[7] a forrófalviakat (másképpen kákovaiakat) pecsenyéseknek csúfolják, ami arra utal, hogy mind a kákovaiakban, mind a környező falvakban él a forrófalviak besenyő eredetének emléke (pecsenyés=besenyő).[8] A hanganyag átirata:

„– Kend mondja csak, melyikek a pecsenyések itt elé?
– Pecsenyések? Mük! Kákovaiak.
– S mások még vannak-e ilyen falu, hol mondják, hogy pecsenyések?
– Nem tudom. Patakon, nem tudom egyebütt, hogy mondják.
– Bogdánfalviak?
– Nem tudom (...)
– Kendet hogy hívják?
– Berbecar (...)
– Kendet?
– Farkas Teréz
– Antal István
– Most es mondják nektek, hogy pecsenyések vagytok?
(Nevetés)
– Hiába gondolkodom, hogy mondják...
– Mert mámámnak es azt mondták, hogy pecsenyés...
– Kákovai volt ugyebár...
– De akkor a klézseiek nem pecsenyések?
– Valahogy mondják azok es (...)
– S a csíkiaknak hogy mondják, mert azokot es eltréfálják? Nem ők a csurkulyok?
– Ugyebár a rekecsiniek. Csurkulyok a rekecsiniek.”
A csurkuly, csurkuj, csukuj szó jelentése: 1.) "oláh bojárok hajdúi, rendőr zsoldosok" 2.) verekedős ember, v.ö. román ciúrcă sf [At: ȘEZ.XIII, 53 / Pl: ~rci / E: nct] (Reg) Bătăuș https://dexonline.ro/definitie/ciurc%C4%83.

### Első írásos említései

#### Személynévként
A szó első említései:
- 1400: „Georgium Csango dictum”[10][11]
- egy 1443. június 8-i adománylevélben II. István moldvai fejedelem (Alexandru cel Bun fia) „Iliaș Sanga”-nak adományozza Văsiești és Băsești falvakat.[12]
- 1556-ban a háromszéki Maksán említik „Michael chango”-t.
- 1560-ban említik a szintén maksai „Csángó Andrást”[13]

#### Népnévként
- Miron Costin krónikaíró (1633-1691) a Moldvaország krónikája Áron vajdától című, 1675-ben írt román nyelvű krónikájában II. Rákóczi György 1653-as moldvai hadjáratánál leírja, hogy az aknavásári csángók (șaugăi, șavgăi) a Kemény János által Jászvásárból visszaküldött német gyalogos puskásokat hogyan kaszabolják le[14]
- Egy valószínűleg 1747-ben készült csíkszentmiklósi egyházlátogatási jegyzőkönyv szerint Gyimeslok népessége (63 személy) tisztán moldvai magyarokból tevődik össze.'[15]
- 1762-ben egy gyimesi házassági per került a gyulafehérvári püspöki szentszék elé, ennek egyik kérdése így szólt: „Tudgya-é a’ tanú bizonyossan Tatros Lokán lakó Barabás István nevű Csángó Pusztina Erzsébetet hogy Anya Szent Egyház törvénye szerént feleségül házas társának el vette, már ennek előtte tíz esztendőkkel?” A közlő Bárth János szerint a tanúk és a vádlottak Moldvával hozhatók kapcsolatba, rokoni szálak fűzik őket össze, és bennük „a Tatros-völgy korai csángó lakosait tisztelhetjük”[15]
- A két fenti adat ismeretében valósnak kell elfogadnunk azt az 1746. május 25-i jegyzőkönyvet, amelyben a gyimesiek kapcsán ötször szerepel a csángó szó, pl. „Tankó György, a csángó öccseivel”.[16] Ezt az adatot Szőcs János azért nem fogadja el, mert bizonyára Szabó T. Attila azért nem használta fel az Erdélyi magyar szótörténeti tárban, mert „gyanúsnak találhatta”[17] Ezzel szemben Szőcs István azt mondja, „Szabó T. Attila nem vette fel Tárába a más szótárak által már közölt adatokat (kivéve egy-kettőt, pl. az Áfonyát)”.[18]

## A csángók fő csoportjai

Csángó lakosság a mai Románia területén

### Moldvai csángók
A moldvai csángók Moldva régióban élnek, a negyedmilliós moldvai katolikus lakosság legnagyobb részét alkotják. A magyarul még tudó moldvai csángók száma a legutóbbi felmérések szerint 62 ezer körülire tehető, ez a népcsoportnak csak mintegy egynegyede.
A népcsoport magját feltehetően a honfoglaláskor határőrzőként kint hagyott magyarok alkották, akik mellé a magyar királyok a 12–13. században erdélyi és Felső-Tisza-vidéki magyarokat telepítettek. A 15–17. század között magyar husziták és erdélyi menekültek csoportjai érkeztek, az 1764-es madéfalvi veszedelem után pedig nagyszámú székely népesség telepedett le, amikor a hadkötelesség elől menekülő székelyek a hegyeken túlra menekültek az osztrák hadsereg elől elrejtőzve. Az utóbbiak leszármazottai alkotják a mai magyar nyelvű moldvai csángók többségét.
A moldvai csángók egy kisebb része, az északi csángók a magyar nyelv olyan változatát beszélik, amely sok vonásában a középkori magyar nyelvet őrzi. Számos olyan régi szavuk van, amely a mai magyar nyelvből már eltűnt (filjesz, ahét, bücsü, csúkmony, eszüdni, jü, külpis stb.), ezenkívül sok román jövevényszót is használnak. Ma ez a magyar nyelv egyetlen önálló regionális dialektusa (vagyis nem csupán a magyar nyelvjárások egyike, hanem az irodalmi nyelvtől erősen különböző nyelvváltozat). Beszédük nehezen érthető más magyarok számára. A moldvai csángók nagyobb része a székely nyelvjárásokhoz hasonló nyelvváltozatot használ, csak több benne a régies szó és nyelvi forma, illetve a román kölcsönzés, mint a mai székelyek nyelvében.
Csoportjaik:
- Északi csángók:

Románvásár (Roman) közelében élnek. Főbb településeik: Szabófalva, Kelgyest, Újfalu, Jugán, Tamásfalva, Dzsidafalva. A legrégebbi csoportot képviselik, akik máig megőrizték középkori dialektusukat. Létszámuk kb. 10-15 000 fő, csángóul azonban már csak a legidősebbek beszélnek, így az északi csángó dialektus, vagyis a magyar nyelv legrégebbi, 13. századi változata pár évtizeden belül valószínűleg teljesen eltűnik.
- Déli csángók és „székelyes csángók”:

Bákó (Bacau) és Vráncsa (Vrancea) megyékben laknak, az Aranyos-Besztercébe futó Tatros, Uz, Szalonc, Ojtoz és Tázló patakok völgyében, valamint a Szeret folyó torkolatvidékén. A magyar anyanyelvű moldvai katolikusok mintegy 80%-a ehhez a csoporthoz tartozik.
A moldvai csángó településeket lásd a Moldvai csángók szócikkben!

### Gyimesi csángók

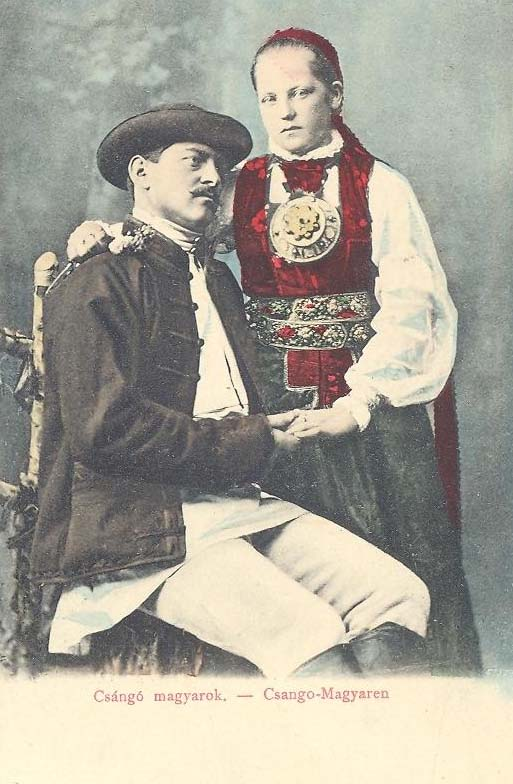
Gyimesi csángók

A gyimesi csángók Moldva és Erdély határán, a Tatros folyó forrásvidékén élnek. Még 1747-ben is a Gyimesek egyetlen lakói az ide felhúzódott moldvai magyarok (csángók), akikhez később székelyek (a Siculicidium után) és újabb moldvai magyarok csatlakoztak. Fő foglalkozásuk a havasi állattenyésztés és a fakitermelés.
Településeik:
- Gyimesfelsőlok
- Gyimesközéplok
- Gyimesbükk
- Magyarcsügés
- Kostelek
- Egerszék és lefelé az Úz- völgye, valamint tőle északra a Csobányos- völgye
- Háromkút
- Gyepece
- Bükklok
- Csobányos

### Barcasági csángók

Hétfalusi csángó tánc - 1918

A barcasági csángók székely eredetű népcsoport akik a Barcaság délkeleti részén, Brassó közelében laknak. Magukat magyaroknak mondják, a szomszédos székelyek hívják őket csángóknak. Nyelvük nagyjából megegyezik a székelyekével. A Négyfaluban és a Háromfaluban lakó fő csoportjukat hétfalusi csángóknak nevezik. Szász hatásra az evangélikus felekezet tagjai lettek.
Településeik:
- Apáca
- Barcaújfalu
- Halmágy
- Krizba
- Négyfalu: Bácsfalu, Türkös, Csernátfalu, Hosszúfalu
- Háromfalu: Tatrang, Zajzon és Pürkerec

## Egyéb csángó eredetű vagy kapcsolatú csoportok

### Besszarábiai magyarok
Besszarábia a mai Moldovai Köztársaságot és a mai Ukrajna két déli megyéjét, az Odessza tartományhoz tartozó Ismail és Cahul megyéket (az ún. Budzsák, románul Buceag), valamint a szintén Ukrajnához elcsatolt északnyugati részeket jelenti. Az itteni magyarok életében a nagy törést és a nemzetvesztést az 1812-es orosz megszállás okozza, amikortól nem juthatnak katolikus papokhoz. Gegő Elek szerint: "vannak jelenleg is Besszarábiában magyarok, de akik - kivált mióta a Prut lett Moldvának keleti határa - uralkodójuk alatt katolikus papra szert nem tehetvén, szapora léptekkel nemzetlenednek el"

#### Csöbörcsökés környéke
A csöbörcsöki magyar katolikusokról az első említés 1632-ből való, Paolo Bonnici ferences misszionárius: a Pruton és a Dnyeszteren túl, a tatárok pusztáinál 12 ház katolikus van, viszont 300 család régen szintén katolikus volt, csak a paphiány miatt átálltak ortodoxnak vagy lutheránusnak.
1639-ben Niccolo Barsi de Lucca szerint 30 házban magyar katolikusok élnek, s nemrég épült templomuk van.
A lengyelországi jezsuiták moldvai missziójának 1654. április 6-i jelentése szerint Csöbörcsökön és körülötte mintegy 20 faluban nagyobbrészt katolikus magyarok laknak.
Domokos Kázmér, a csíksomlyói ferences kolostor főnöke 1657-ben hat vagy hét katolikus faluról tud Csöbörcsök környékén.
Francesco Antonio Ceccangeli katolikus misszionárius szerint 1696-ban Csöbörcsökön 184 katolikus lélek él, 27 éve nem járt náluk pap.
A cári szolgálatban álló Turkoly Sámuel 1725 Szentgyörgy hava 10-ikén levelet küld Asztrachán városából, a Káspi tenger mellől, amelyben leírja, hogy "Most is Krimben a’ Tatár kám protectioja alatt hét magyar faluk vagynak, a’ mellyekben Magyarul beszélnek. Én azon hét falukban voltam is". Lükő Gábor úgy gondolja, hogy Csöbörcsökről s a környékén volt magyar falvakról tudósított.
1767-ben Zöld Péter állítása szerint ő maga társával együtt több mint 2000 embert keresztelt meg Csöbörcsökön, ő az utolsó ismert katolikus pap a településen.
Az 1768–1774 közti orosz-török háború során a falu elnéptelenedik, a visszavonuló tatár sereg a Krími félszigetre viszi a lakosok egy részét, vagy - tekintve a tatárok és a csöbörcsöki magyarok közti jó viszonyt - azok önként velük tartanak. A visszatérők között már nincsenek magyarok, legalábbis az 1771-es és 1772-es orosz összeírások neveinek elemzése szerint.
Feltehetően a Krímbe költözött csöbörcsökiek nyelvi nyomait találja meg 1832-ben Besse János Károly és 1897-ben Szádeczky-Kardoss Lajos (a Zichy Jenő-féle expedícióban), miszerint a kényelmes fedeles szekeret, amilyenen ők is utaztak, a tatárok "magyar"-nak (madsar) nevezik.]
1844-ben a magyar őshazát kereső Jerney János már nem talált itt magyarokat, talált viszont "egy 70 éves ruzsnyákot ki még az orosz uralom előtt (1812) e vidéken lakván többször járt vala Csöbörcsökben, ekkép válaszolt kérdésimre: Csuburcsiban most moldovánok, néhány oroszok és bulgárok laknak, voltak egykor, de régen, mint hallá, vengcrek is. Hová lettek? Erre így felelt: "Elmentck messzi Odessa felé, oda, honnan jöttek." - azaz az öreg orosz már nem érte a magyarokat gyermekkorában sem (kb. 1775 körül születhetett), és azok a Krím felé mentek. Ez megerősíti Chirtoagă azon feltevését, hogy a magyarok az 1768–1774 közti orosz-török háború során tűntek el Csöbörcsökről, pontosabban 1768 és 1770 között.
Benda szerint a 20. században már csak néhány eltorzult, magyar eredetű családnév őrizte e keletre sodródott magyar közösség emlékét. Ezzel szemben Domokos Pál Péter hazatértekor, 1930-ban azt hallja, hogy "a Dnyeszter másik partján is van egy Csöbörcsök, ahol a szovjet épp magyar iskolát állított fel". Ez utóbbi hír hihetőnek tűnik annak a fényében, hogy például az elszórt, Moldvához, Besszarábiához sosem tartozott Odessza kerületi területeken 1929-től a második világháborúig a szovjet hatalom több mint száz román tannyelvű iskolát hozott létre.
Ma három Csöbörcsök nevű település létezik: a Dnyeszter jobb partján, a moldáviai Ștefan Vodă rajonban (Cioburciu, Ștefan Vodă), vele átellenben, a Dnyeszter bal partján, a szakadár Dnyeszter Menti Köztársaságban (Cioburciu, Stînga Nistrului), valamint Új Csöbörcsök (Нові Чобручі), 19. századi kirajzás Ukrajnában, az odesszai régió razdelnyanszkomi kerületében, kb. 50 km-re a másik két Csöbörcsöktől.

#### Hotinés környéke
Ma az Ukrajnához tartozó Hotin megye katolikusai sorsának nyomon követését megnehezíti a térség teljesen kaotikus történelme, emiatt az 1622-ben alapított Hitterjesztés Szent Kongregációja is többször szem elől téveszti az ottani katolikusokat. A 18. század vége előtt az itteni katolikusok semmiképpen nem lengyelek, hisz a történelmi Moldvában az első közösségeik 1772, a lengyel állam felosztása után jelennek meg. Ezen belül Besszarábiába, amelyhez Hotin is tartozik, csak 1855-57-ben jutnak el lengyel telepesek, méghozzá Hotin, Soroca és Chisinau megyékbe.

Az 1930-as román népszámlálás adatai szerint Hotin megyében 80 magyar él, akik közül 65-nek magyar az anyanyelve is. Mind a nyolcvanan falvakban élnek, így jó esély van arra, hogy nem új bevándorlók, hanem régi csángómagyarok lehettek (Briceni járás: 31 magyar, Hotin járás: 11, Lipcani járás: 26, Secureni járás: 12). Települések magyarokkal: Lipcani-Târg (26 magyar), Badragii Noi (16). Badragii Vechi (7), (Romancăuți (10), Bocicăuți (7), Burlănești (5) stb.
Hotin
Első említése 1310-ből való, ekkor egy katolikus püspök székhelye.
Georgius Reichersdorffer 1550-es, Chorographia Moldaviae című térképén "Choczym episc.", azaz Hotin (katolikus) püspökség szerepel.
Vásári György, a Hotinhoz közeli, kamenyeci (Kamjanec-Pogyilszkij) püspök titkárának egy, a lengyelországi pápai nunciushoz 1571-ben küldött levelében az akkor erős lengyel politikai befolyás alatt álló Hotinban javasolja a moldvai magyar katolikusok hitéleti központjának felállítását Thabuk Mihály tatrosi plébános vezetésével.

1588-ban Petre Șchiopul vajda hívására egy háromfős lengyel jezsuita küldöttség utazik Moldvába, hogy a protestáns eretnekséget megállítsa, ők megállapítják (Stanislaw Warsewicki, MCSMO 85, 91-94 Johannes Künig-Schonovianus, MCSMO 86-90), hogy az országban kizárólag magyar és szász katolikusok voltak-vannak. A jezsuiták kizárólag a katolikus településeket tekintik városnak, Warsewicki elmondja, hogy 25 város van, Künig-Schonovianus ezeket felsorolja, köztük szerepel Hotin is, valamint Hotin és Szeretvásár között egy "Zarnoucim" nevű település.

A (moldvai) város katolikusainak további említései: 1605-ben: "Coccino, ahol van egy görög rítusú szép templom, és egy kápolna a katolikusoknak" (MCSMO 147), 1611-ben: a lengyelországi jezsuita rendtartomány örömmel veszi, hogy Hotin várkapitánya a karácsonyi ünnepekre a kamenyeci rendháztól kért missziós papot (MCSMOA 159).

Jerzy Krasinski lengyel követ 1636-os útjának leírásából kitűnik, hogy az 1621-es hotini csata során a város elpusztult, "mára csak egy kis falu, méghozzá nagyon szerencsétlen". Talán ekkora tehető a magyarság eltűnése is, hisz Niccolo Barsi 1639-es leírásából megtudjuk, hogy a település lakó mind ortodox vallású moldvaiak.

Ugyan 1678-ban kétszer is említik Niccolo Bariomo hotini katolikus papot, aki az akkor épp Lengyelországhoz tartozó területről jár át gondját viselni a szeretvásári katolikusoknak, ám akkora a katolikusok már a lengyel várvédők lehetnek. (MCSMO 679, 686).
Stăuceni

A Hotintól 18 km-re fekvő Stăuceni (Sztojcsin) katolikusainak első említése valószínűleg Künig-Schonovianus 1588-as "Zarnoucim"-ja ("a felismerhetetlenül eltorzított (hely)nevek, a pontatlan adatok tanúsítják, hogy a levélíró értesüléseit nem a helyszínen, hanem a vajda környezetében, hallomásból szerezte" (MCSMO 89, 21-es lábjegyzet) vagy írásból, egy cirkalmas "t" betűt "ar"-nek olvashatott, az "u"-t "n"-nek).

Patai András 1743-as jelentésében olvashatjuk, hogy Sztojcsin "nagy katolikus magyar falu, amelyről a (de Propanda Fide) atyái nem is tudnak". Patait és még két magyar jezsuitát Constantin Mavrocordat vajda hívta Moldvába, hogy megírják az ország történetét, és korlátlan hozzáférésük volt az uralkodó könyvtárához.

1744-ben Szegedi János azt írja, hogy a sztocsini magyarok magját a kuruc szabadságharc után kint maradt menekültek alkották, akikhez más magyarok és csángók csatlakoztak: "Moldávia... sok magyar lakost fogadott be a különböző erdélyi zavargások és belső forradalmak, legutoljára a Rákóczi-féle felkelés alatt, amikor Ilosvai nem fogadván el VI. Károly császár kegyelmét és az általános amnesztiát, több társával a koczimi, vagy hutini pasának a védelme alatt, a Prut és a Nyeszter folyók között, Podólia határán, a Sztöjcsinnak mondott nevezetes faluban telepedett le, magához fogadva sok más magyar menekültet és kun-magyart /= csángót / is..."

A kuruc szabadságharc bukása után sokan az akkor török kézen levő Hotin környékén húzódnak meg, 1720-ban Csáki és Esterházy tábornokok, valamint Máriássy Ádám ezredes innen Rodostóba költöznek. 1735-ben Máriássy újra Hotinba megy, az ott maradt magyarokhoz megy, az ottani pasa támogatását élvezi, hogy előkészítse egy új kuruc felkelés kirobbantását.
Katona István 1809-es könyvében közzéteszi Patai egy levelét, amelyben bővebben ír a pap nélkül tengődő sztojcsini magyarokról, ugyanezt a Diplomatarium Italicum 4. kötetében Francisc Pall újraközli.
Giovanni Maria Ausilia minorita szerzetes 1745-ben már mint missziós székhelyet említi a falut, amelyben 60 katolikus család él (azaz jóval több, mint ugyanabban az időben Lujzikalagorban vagy Huși-ban)

#### Mugyiló és környéke
A Dnyeszter bal partján fekszik, és ma Ukrajnához tartozik Mugyiló (románul Moghilău, ukránul Mohiliv Podilski). Giovanni Bartolomeo Frontalli 1747 utáni feljegyzéséből tudjuk, hogy a település missziós székhely, 30 család katolikus lakja.
A 18. század végén tiszta magyar, nagy mezőváros katolikus plébániával , amelyhez négy közeli falu is tartozik, Zöld Péter leírásában: „a második plébániai Mugyiló (...) nagy mezőváros, Podolia és Ukránia végén. Az egyik része a lengyel királyé, a másik az oroszé; harmadik moldvai. Ebben merő magyarok vannak és tűzkővel kereskednek. Ehhez a plébániához közel levő négy falu tartozandó. Gondot visel egy missionárius.” A várost Mogila Jeremiás moldvai fejedelem alapította 1595-ben, a 17. században Podólia egyik legnagyobb településévé növi ki magát.
A négy hozzá tartozó katolikus falu egyike több, mint biztos, hogy a tőle 10 kilométerre, a Dnyeszter jobb partján, már Moldova Köztársaságban fekvő Unguri (lefordítva: Magyarok, Magyarfalu) lehetett. A falu első írásos említése 1629-ből való.

Az Unguri-tól kb. 12 km-re délkeletre fekvő, Soroca megyei Rudi falu mikrotoponímiájában szintén van utalás a magyarokra: Adăpoiul la Unguri (itató a magyaroknál).
Unguri falutól délkeletre, kb. 25 km-re, Rudi után fekszik Balinţi falu, amelynek neve a Bálint magyar személynévből jön, jelentése: (a) Bálintok (faluja). Tőle pár km-re van a Balinţii Noi (Újbálint) nevű település. Balinţi első említése 1608-ból való
Mugyilótól délre, kb. 25 km-re fekszik a Boroşeni nevű település, amelynek töve a Boros családnév, az -eni végződés pedig román helynévképző, értelme: a Borosiak, a Boros családhoz tartozók.

Mugyilótól délre, kb. 12 km-re fekszik a Sauca nevű település, amely a számos erdélyi magyar Szőkefalva > román Sauca, Săuca példájára szintén a magyar Szőke személynévre mehet vissza.

#### Budzsáki magyarok
A Budzsákban élő magyarokról Gegő Elek ad hírt 1838-ban: "A bennmaradtak többnyire neszterfehérvári körzetben laknak, s ámbár eloláhosodtak is, a kilii és az iszmaili oláhoktól (a magyar nyelv sajátságát az oláhba átöntvén) igen különböznek. Ezt P. Sándornak s a többi más moldvai magyar rokonainknak, kik Bessarábiát beutazták, tapasztalásaikból". (Eszerint a magyarok elsősorban Ismailban és Kiliában, a románok mellett laknak.)
Korábban úgy tudták, hogy az itt élő egykori csángók a 19. század elejére felszívódtak a románok és az oroszok közé, éppen ezért meglepetésként hatott az az új információ, hogy 1940-ben Ismail járáson belül Ismail városban 21 magyart írtak össze, míg Galilești (ukránul Desantnoye) faluban további hetet. Míg Ismail város esetében esetleg feltételezhető, hogy a magyarok az ottani kikötő vonzása folytán kerültek oda, az attól légvonalban kb. 40 kilométerre fekvő Galilești esetében ezzel nem magyarázható a jelenlétük, annál is kevésbé, mivel egyetlen más „kikötői nemzet” (török, görög, német) tagja sem élt ott.

Az 1930-as román népszámlálás Dnyeszterfehérvár megyében csupán 114 magyart mutat ki, ami kevesebb, mint a mai bulgáriai, akkor Romániához tartozó Caliacra megyében lakó magyarok száma (azaz új bevándorlók lehetnek).

#### Chișinăués környéke
Vito Piluzzi 1668. december 14-i jelentésében 8, 1671. augusztus 26-i jelentésében az akkor még jelentéktelen, faluból éppen vásáros hellyé avanzsáló későbbi moldáv fővárosban 10 katolikust említ.
 Giovanni-Batista del Monte huszvárosi, barládi és csöbörcsöki plébános 1670 novemberi jelentésében "a frissen várossá emelt" Chișinău-ban 15 katolikus házat említ, nincs papjuk és templomuk.
.
Ștefan Ciobanu román történész és akadémikus szerint a név magyar eredetű, eredeti formája Kisjenő lehetett, és ugyanúgy alakult ki, mint az Arad megyei Kisjenő esetében. Állítását azzal is igazolja, hogy a város környékén számos magyar helynév található, mint pl. Borkút, Ghidigis (Hideges - helyesebben Hideg-séd, azaz Hideg-patak, ugyanúgy, mint a Sopron melletti Hidegség és a Gyimesek-beli Hidegség esetében, a mai Ghidighici ebből alakult ki), Orhei (Várhely).

### Bolgár csángók
Az 1800-as évek elejétől kezdve bolgár vendégmunkások mennek csángó vidékekre, akiket Bulgáriába való visszatértükkor csángóknak neveznek.
Penka Csangova, Magyarországon élő kutató szerint "Nagyapám csángó neve (Ivan Csangov) elképesztheti a magyar olvasót, de én hozzáteszem, hogy nem nagyapám volt az egyetlen Moldvában járt bolgár. Elbeszélése szerint más csángó falvakban is dolgoztak bolgár vendégmunkások abban az időben, akiket szintén csángóknak neveztek. Én is találkoztam velük az 1945-50 közötti időkben, a háború dúlta bolgár kertészetekben, amikor megpróbáltam segíteni rajtuk. Jöttek hozzám mint a kisbárányok és mondták: „Jaj, Penka néni, én is csángó vagyok, az én nagyapám is járt Moldvában”. (Dr. Gál Mihály: Bolgár csángók. Moldvai Magyarság, 2007/5)
"A török birodalom 1396-ban megdöntötte a bolgár cárságot és az elfoglalt országot törökösíteni kezdte, ennek részeként az elfoglalt településeknek török nevet adtak. Állítólag ekkor kapta a nevét Csangur-Dere falu is (1906 óta Malko Trnovo /Kis Tüske/, Haskovo megye, Dél-Bulgária, 490 lakos.). Alexander Djurov, bolgár történész és a bolgár-magyar kapcsolatok kutatója szerint, a Csángur-Dere egy szóösszetétel, mely az oszmán törökben a következőt jelenti:
csan = csengő, kolomp
-gur = helyhatározó, ugyanúgy, mint a magyar helynevek végén levő -d, például Sárosd, Diósd.
dere = völgy
Tehát Csángur-Dere magyarra Csengőd Völgyeként fordítható (vö. a magyarországi Csengőd helynévvel).
Nyilván ma már nem igazán lehet eldönteni, hogy ebben az etimologizálásban mennyire játszott közre a csángó népnév egyik lehetséges (általam nem támogatott) magyar magyarázata, miszerint a csángó név a lovak nyakára akasztott csengővel hozható kapcsolatba (így az állatok ütemes zenével jelezték a csángók érkezését).
A helyzetet bonyolítja az is, hogy sok esetben a 20. század eleji bulgáriai szlávosításnak olyan ősi (protobolgár) helynevek is áldozatul eshettek, amelyek nem az oszmán-törököktől, hanem a nyelvészek által csuvasos türkként meghatározott protobolgár nyelvből erednek."
(Dr. Gál Mihály: Bolgár csángók. Moldvai Magyarság, 2007/5)

### Bukovinai székelyek(bukovinai csángók)
Korábban néha csángóknak nevezték az 1764-ben, Mária Terézia idején lezajlott madéfalvi vérengzés után Csíkból és Háromszékből Moldvába menekült azon székelyeket is, akiket 1776 és 1786 között a Habsburg udvar a romániai Bukovinába, a mai Szucsáva megye területére telepített. A bukovinai székelyek esetében azonban a csángó megnevezés hamis, és ők maguk sem fogadják el. Annyi közük mégis van a csángókhoz, hogy amikor a moldvai székely menekültek közt a telepeseket toborozták, feltehetően őshonos moldvai magyarok is csatlakoztak a Bukovinába költözőkhöz. A bukovinai székelyeket csángóknak az 1880-as évek elején kezdték nevezni a budapesti sajtóban, amikor először merült fel hazatelepítésük terve.
1883-ban elkezdődik a visszatelepítésük, ekkor alakulnak meg a máig létező al-dunai (Hertelendyfalva, Sándoregyháza, Székelykeve) és a dévai (Déva, Vajdahunyad, Sztrigyszentgyörgy, Csernakeresztúr) székely kolóniák.
A második világháború alatt megtörténik a teljes kitelepítés, először Bácskába, majd annak elvesztése után Magyarországra. Az al-dunai (Pancsova melletti) és dévai falvak mellett ma a bukovinai székelyek elsősorban a Dunántúlon élnek, fontosabb településeik: Bonyhád, Kakasd, Tevel, Egyházaskozár stb. 1989 után szoros kapcsolat alakult ki egyrészt a szétszóródott bukovinai székelyek között, másrészt köztük és a székely anyaszékek között. A Magyarországon élő bukovinai székelyek országgyűlési képviselője Potápi Árpád, aki Bonyhád körzetben szerezte meg immár többedszerre mandátumát.

## Csángó múzeum
Magyarországon az egyetlen állandó, moldvai csángókat bemutató néprajzi kiállítás Újkígyóson található az Ipolyi Arnold Népfőiskola épületében. Harangozó Imre néprajzkutató által hosszú évek alatt összegyűjtött textil, fa és kerámia tárgyak által kaphatunk betekintést a csángó kultúrába.